# Kozia Przełęcz Wyżnia
Kozia Przełęcz Wyżnia (niem. Obere Gemsenscharte, słow. Vyšné Kozie sedlo, węg. Felső-Zerge-csorba) – położona na wysokości ok. 2240 m n.p.m. wąska tatrzańska przełęcz w długiej wschodniej grani Świnicy w polskich Tatrach Wysokich, w masywie Koziego Wierchu. Oddziela od siebie wierzchołek Koziego Wierchu (2291 m) od Kozich Czub (2266 m). Jej północno-wschodnie zbocza opadają do Dolinki Koziej, południowo-zachodnie do Pustej Dolinki.
Pierwszy odnotowany pobyt na przełęczy:
- latem:
  - podczas przejścia granią – ks. Walenty Gadowski, Klemens Bachleda, Jakub Gąsienica Wawrytko starszy, 18 czerwca 1904 r.,
  - przejście z Doliny Gąsienicowej do Doliny Pięciu Stawów – Hugo Grossman, Mieczysław Świerz, 14 października 1924 r.,
- zimą:
  - podczas przejścia granią – Jerzy Lande, Jan Małachowski, Mariusz Zaruski, 26 marca 1913 r.,
  - wejście od strony Doliny Gąsienicowej – Stanisław Siedlecki, Jan Stryjeński, 10 kwietnia 1944 r.[3].

Przez Wyżnią Kozią Przełęcz prowadzi szlak Orla Perć. Zejście z Kozich Czub na przełęcz prowadzi południową stroną grani przez dużą płytę i stopnie. Ubezpieczone jest klamrami i łańcuchami. Do 2012 r. miało tutaj miejsce 5 wypadków śmiertelnych.

## Szlaki turystyczne
– znakowana czerwono Orla Perć z przełęczy Zawrat na Krzyżne (na odcinku Zawrat – Kozi Wierch od lipca 2007 r. ruch odbywa się wyłącznie w kierunku wschodnim z Zawratu w kierunku Koziego Wierchu).
- Czas przejścia z Zawratu na Kozi Wierch: 3:10 h, z powrotem przejście zabronione
- Czas przejścia z Koziego Wierchu na Krzyżne: 3:30 h, z powrotem 3:35 h.

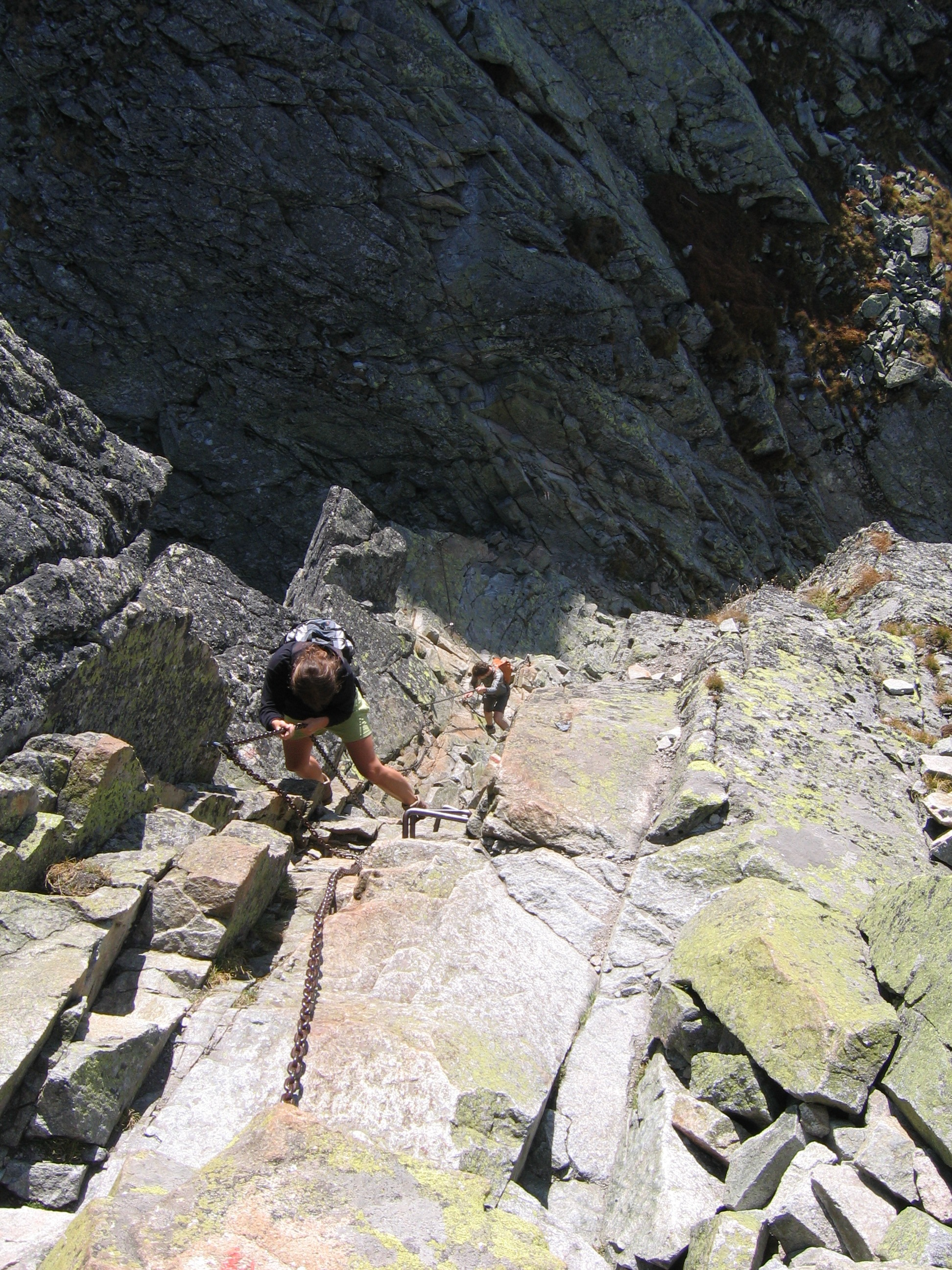
Orla Perć. Widok na Kozią Przełęcz Wyżnią z Kozich Czub